# 暖江橋
暖江橋是橫跨於台灣北部的基隆河的橋樑。位於基隆市暖暖區過港里和暖暖里之間。基隆暖暖區段的基隆河的壺穴超過3000個，是河成壺穴世界之冠。